# Kriss Akabusi

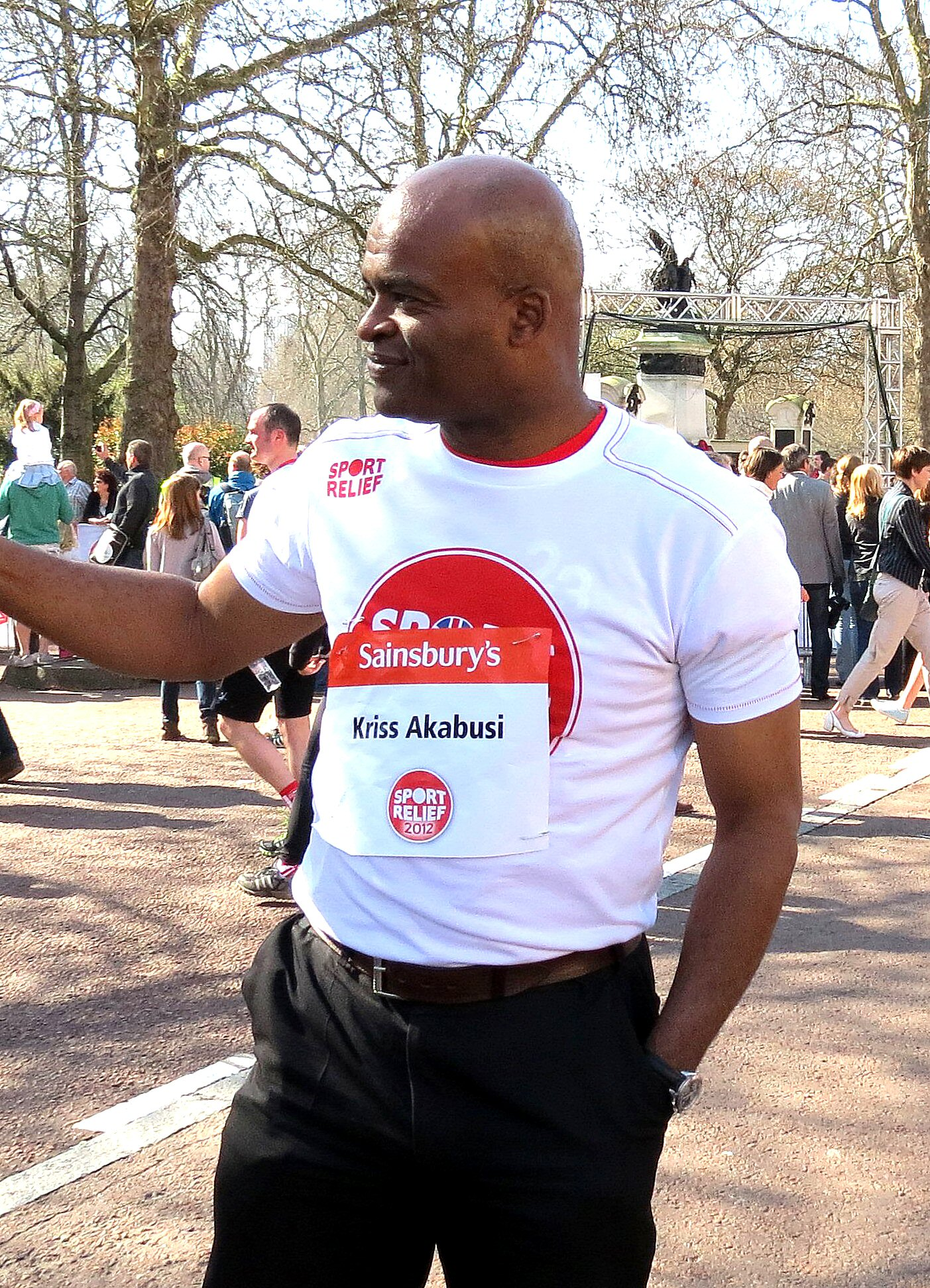
Kriss Akabusi

Kriss Akabusi, egentligen Kriss Kezie Uche Chukwu Duru Akabusi, född 28 november 1958 i London, England. Belönad med Brittiska imperieorden (1992). brittisk (engelsk) före detta friidrottare. 
Akabusi är främst känd som häcklöpare (400 meter) men även som stafettlöpare (400 meter). På 400 meter häck innehar Akabusi alltjämt det brittiska rekordet (47,82 noterat i Barcelona 1992). Idag försörjer sig Akabusi som TV-presentatör och motivationstalare.
Akabusi gjorde framgångsrik karriär inom den brittiska armén och blev förvaltare vid Royal Army Physical Training Corps. Akabusi gjorde sin stora mästerskapsdebut som medlem av det brittiska stafettlaget vid de första världsmästerskapen 1983 i Helsingfors. Mest känd för den svenska publiken är kanske Akabusi för att han vann EM-finalen 1990 på 400 meter häck i Split framför svenskarna Sven Nylander (48,43) och Niklas Wallenlind (48,52). Akabusis segertid var 47,92.
I sitt hemland blev Akabusi en hjälte av stora mått efter VM i Tokyo 1991 då han som slutman i det brittiska stafettlaget besegrade Antonio Pettigrew och USA. Britterna satte i detta lopp europarekord och chockade en hel värld genom att besegra "de omöjliga" amerikanerna. Segermarginalen var knappa 4 hundradelar, vilket onekligen vittnar om en spännande uppgörelse på upploppet. Säkerligen njöt Akabusi själv litet extra då han "bara" lyckats erövra bronsmedaljen på 400 meter häck i samma mästerskap.

## Meriter
Guldmedaljer
- VM 1991 4x400 meter (Storbritannien: Black, Redmond, Regis och Akabusi, 2.57,53)
- EM 1986 4x400 meter (Storbritannien: Redmond, Akabusi, Whittle och Black, 2.59,84)
- EM 1990 400 meter Häck (47,92)
- Samväldesspelen 1986 4x400 meter (England: Akabusi, Black, Bennett och Brown, 3.07,19)
- Samväldesspelen 1990 400 meter Häck (48,89)

Silvermedaljer
- OS 1984 4x400 meter (Storbritannien: Akabusi, Cook, Bennett och Brown, 2.59,13)
- VM 1987 4x400 meter (Storbritannien: Redmond, Akabusi, Black och Brown, 2.58,86)

Bronsmedaljer
- OS 1992 400 meter häck (47,82)
- OS 1992 4x400 meter (Storbritannien: Black, Grindley, Akabusi och Regis, 2.59,73)
- VM 1991 400 meter häck (47,86)

## Personliga rekord
- 400 meter häck: 47,82 Barcelona, Spanien, 6 augusti 1992 (brittiskt rekord)
- 400 meter: 44,93 Birmingham, England, 7 augusti 1988